# آذری‌های آمریکا
آذری‌های آمریکا یا آذربایجانی‌های آمریکا (به ترکی آذربایجانی: Amerikalı azərbaycanlılar) به شهروندان و دارندگان اقامت دائم ایالت متحده آمریکا با پس زمینه قومی آذربایجانی یا کسانی که در جمهوری آذربایجان یا منطقه آذربایجان ایران متولد شده‌اند، گفته می‌شود. پیشینه مهاجرت مردم آذری به آمریکا را کشورهای ایران، جمهوری آذربایجان، ترکیه و روسیه تشکیل می‌دهند. جمعیت رسمی زادگان جمهوری آذربایجان که شهروند آمریکا هستند در سرشماری ۲۰۰۰ میلادی ۱۴٬۲۰۵ نفر اعلام شده‌بود، و جمعیت ایرانیان آذربایجانی به تفکیک قومیت ۴۰٬۴۰۰ نفر می‌باشد. شبکه گوناز، رادیو آذربایجان نشریه بین‌المللی آذربایجان از جمله رسانه‌های سمعی و بصری معروف آذربایجانی‌های آمریکا می‌باشد.

## سرشناسان
- فهرست آمریکایی‌های آذربایجانی‌تبار